# Grevillea robusta
Espèce
Classification phylogénétique
Grevillea robusta,  est une espèce de plantes à fleurs  de la famille des Proteaceae. C'est un arbre qui est le plus grand représentant du genre Grevillea communément appelé le chêne soyeux d'Australie ou chêne gris,

## Description

### Aspect général
C'est un arbre à feuillage persistant, à croissance rapide, pouvant atteindre 30 mètres de haut.

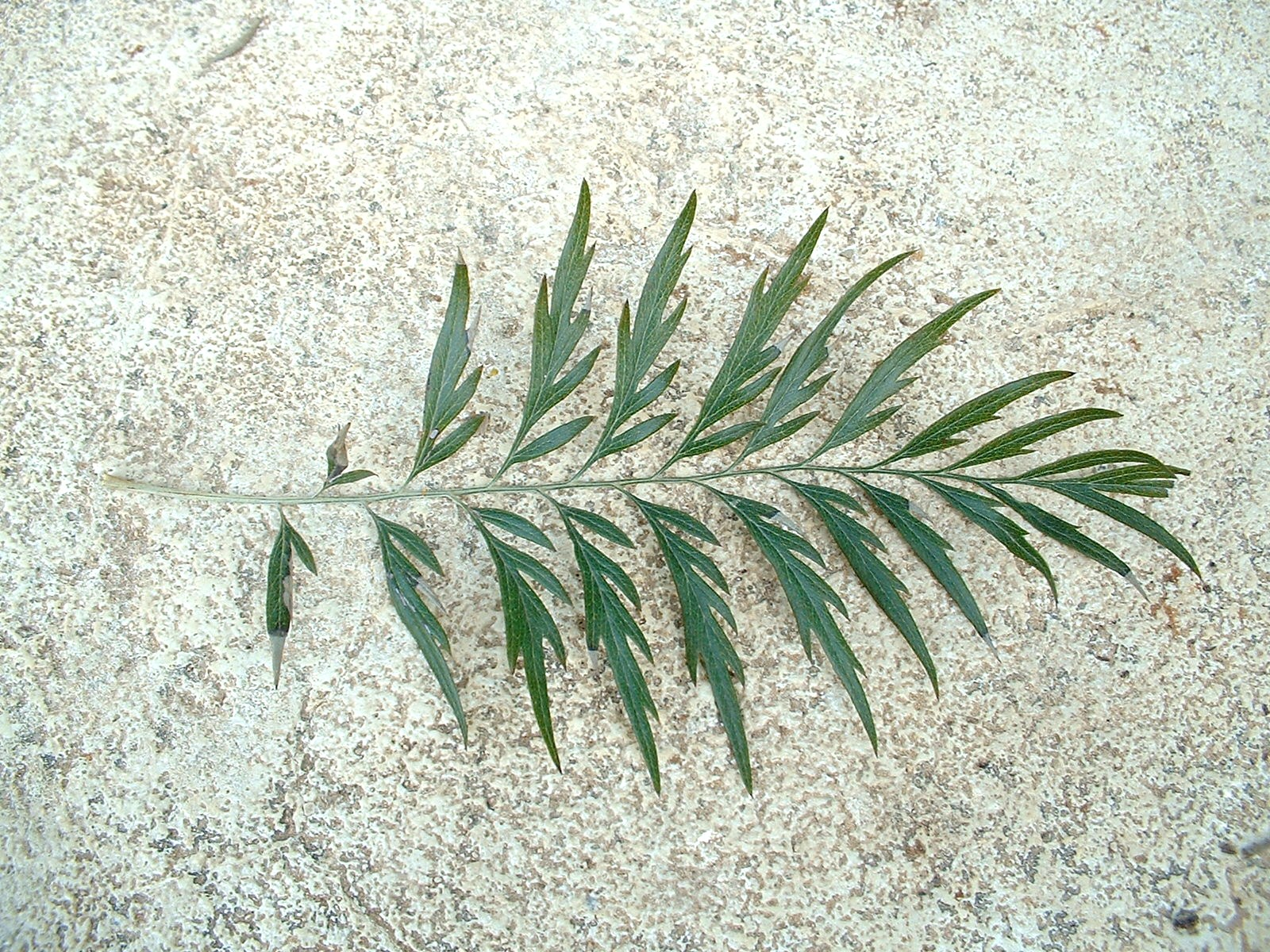
Malgré les apparences, il s'agit bien d'une feuille simple, mais très découpée.

### Feuilles
Les feuilles sont vert foncé sur le dessous, blanches ou gris rouillé dessous. Leur limbe étant profondément découpé jusqu'à la nervure centrale, les feuilles, pourtant simples, semblent donner l'apparence de feuilles bipennées. Elles mesurent généralement 15 à 30 cm de long.

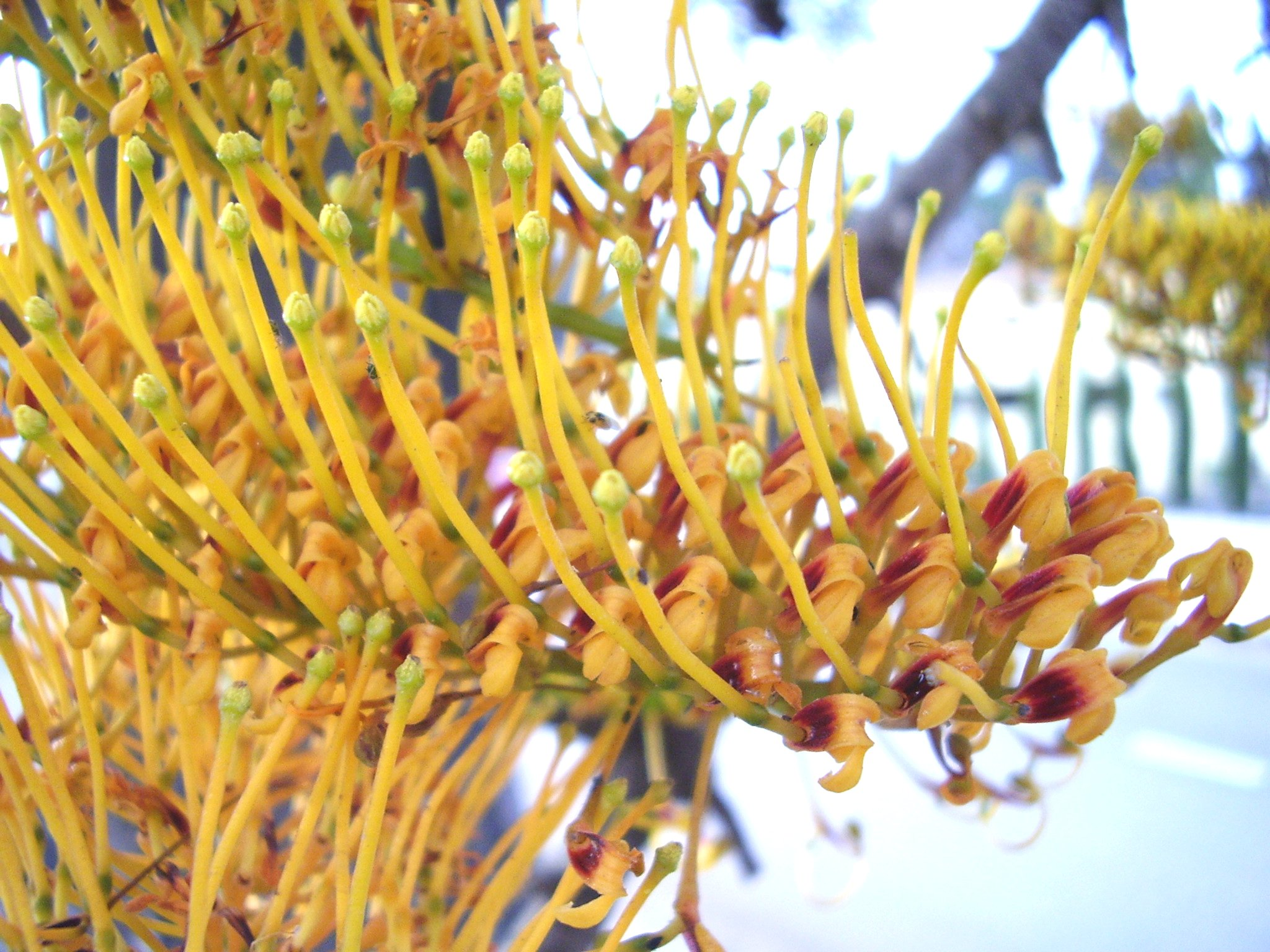
Fleur en "brosse à bouteille".

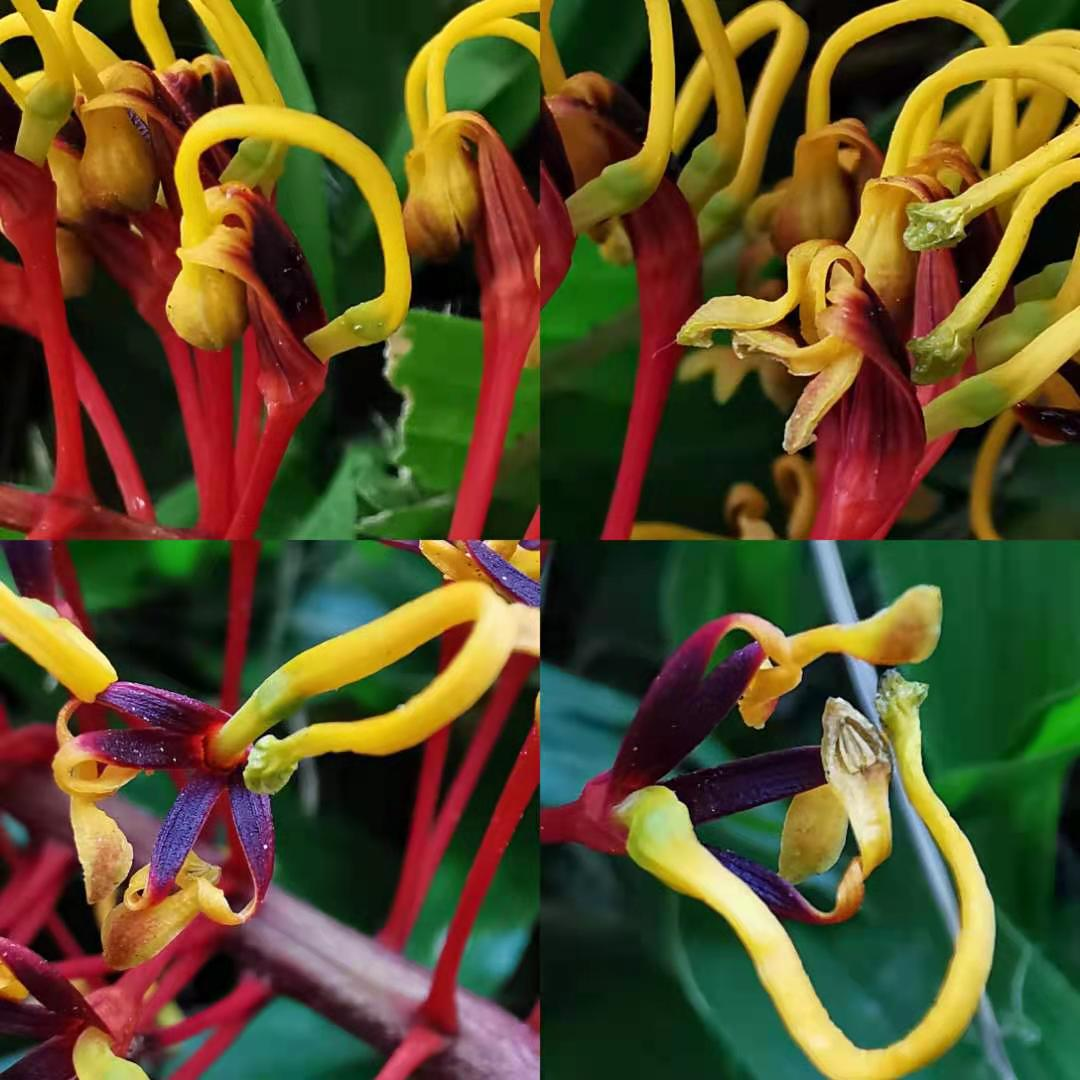
Étamine et pistil.

### Fleurs
Les inflorescences, qui apparaissent au printemps, sont des racèmes jaune-orangé qui mesurent entre 8 et 15 centimètres de long. Ce sont les longs stigmates recourbés des fleurs qui donnent à l'inflorescence son aspect de brosse à bouteille. Les fleurs sont si nectarifères qu'en Nouvelle-Calédonie, elles ont la réputation d'enivrer mortellement les abeilles et les roussettes.

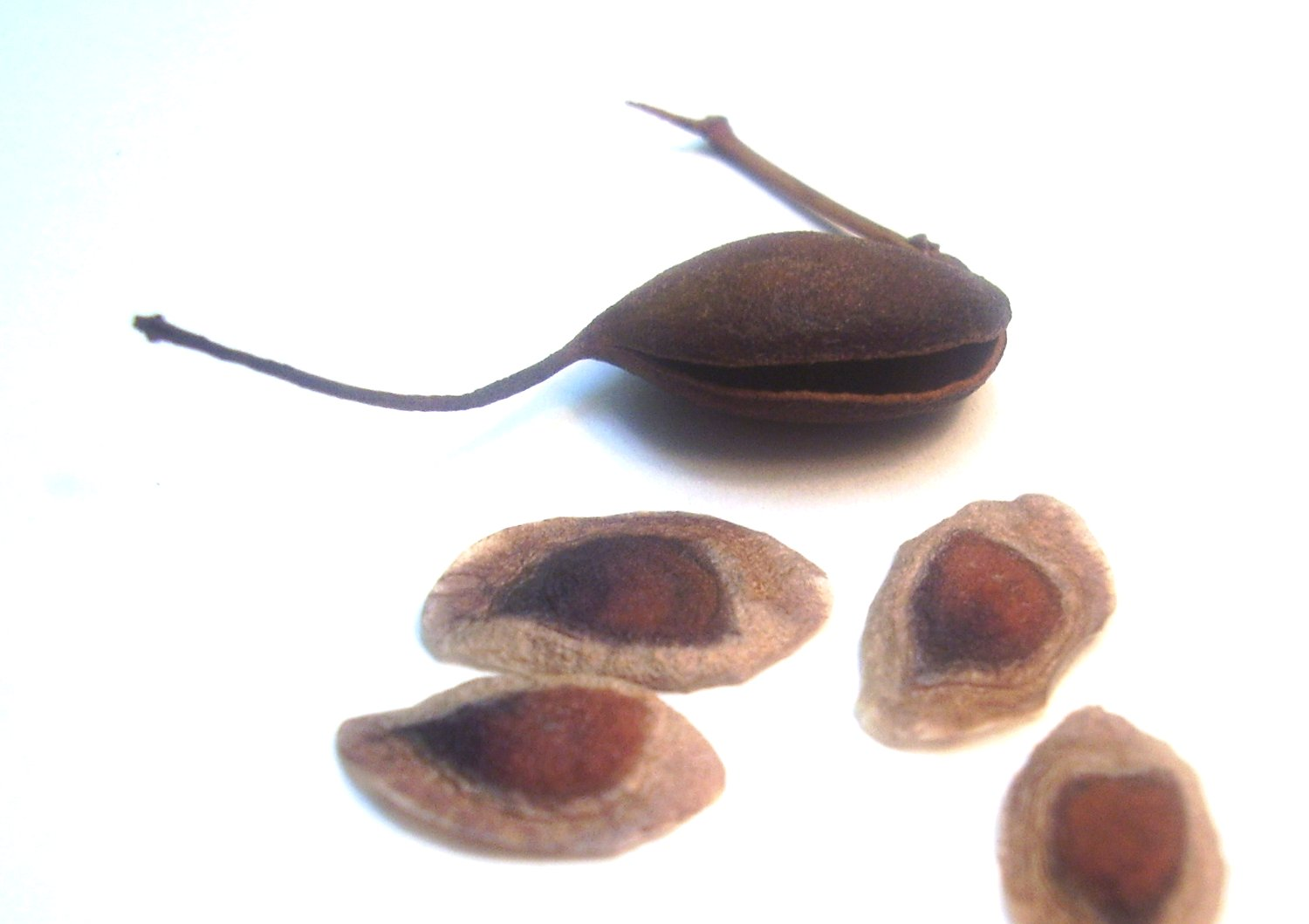
Fruit et graines.

### Fruits
Les graines arrivent à maturité en fin d'hiver et au début de printemps. Les fruits sont des capsules déhiscentes couleur cuir brun foncé, d'environ 2 cm de long, avec une ou deux graines ailées plates. L'espèce se reproduit exclusivement par anémochorie.

## Distribution
L'espèce est originaire des zones côtières de l'est de l'Australie, poussant au bord des cours d'eau, dans les forêts subtropicales et tropicales sèches recevant en moyenne plus de 1000 mm d'eau par an[réf. souhaitée].

## Utilisation
Les fleurs sont utilisées pour la production du miel.
En Nouvelle-Calédonie, où l'espèce a été introduite en 1902, son bois est utilisé comme bois d'oeuvre et dans l'ébénisterie. Il a été importé dans cet archipel pour la sylviculture et en tant que plante ornementale,.
L'espèce est utilisée comme arbre d'alignement dans certaines communes du sud de la France comme Vallauris.

## Caractère envahissant
En Nouvelle-Calédonie, l'espèce présente un caractère envahissant modéré, qui reste à surveiller du fait de l'existence de risques d'hybridation avec des espèces endémiques pouvant pousser sur des sols ultramafiques (maquis minier). Des peuplements se sont déjà formés dans le centre et sur la côte est de la Grande Terre, ainsi qu'en milieu urbain (zone du Sémaphore).
L'espèce produit une substance allélopathique qui nuit à la croissance des autres espèces végétales environnantes.